# Cucina thailandese

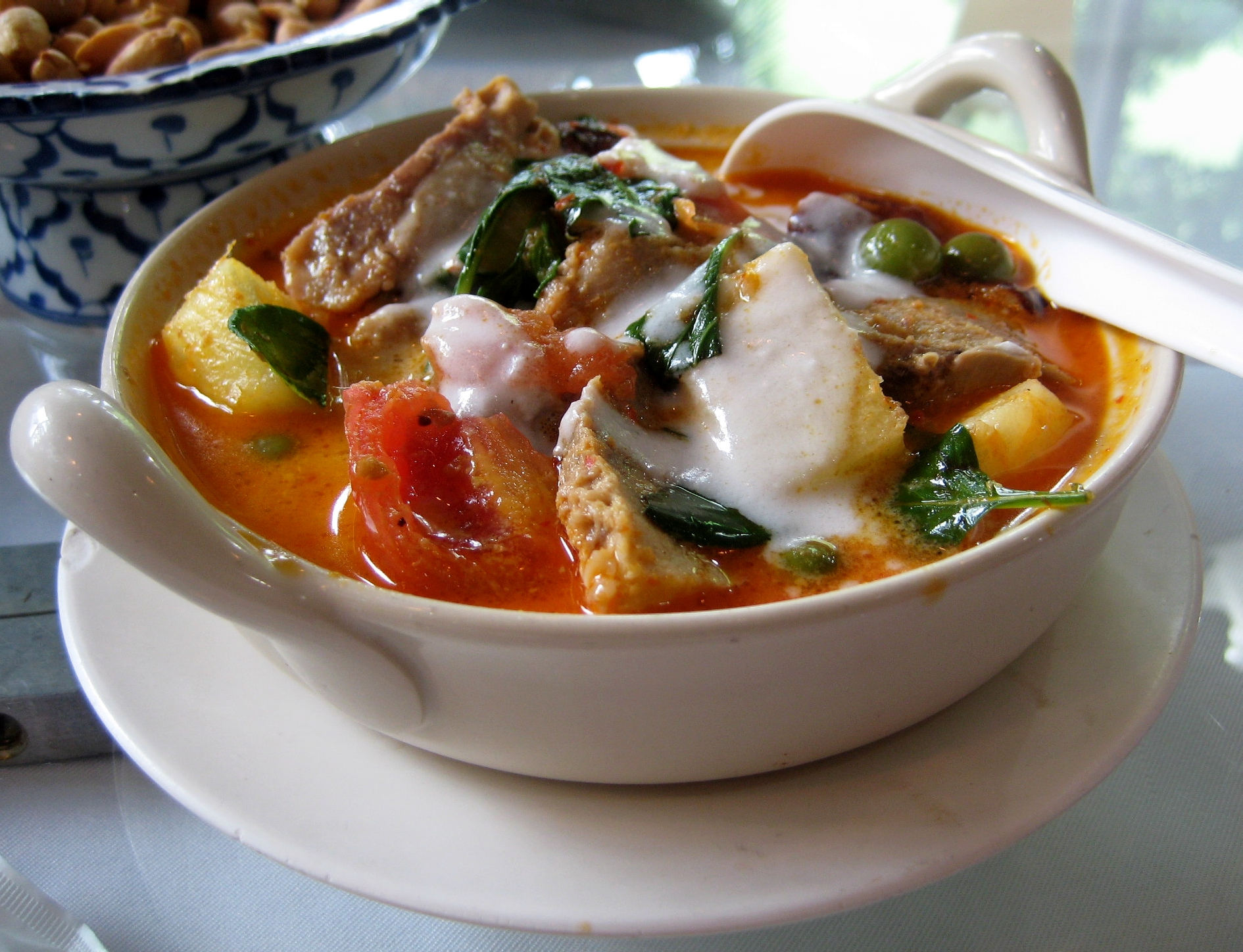
Kaeng phet pet yang: Anatra arrosto con curry rosso

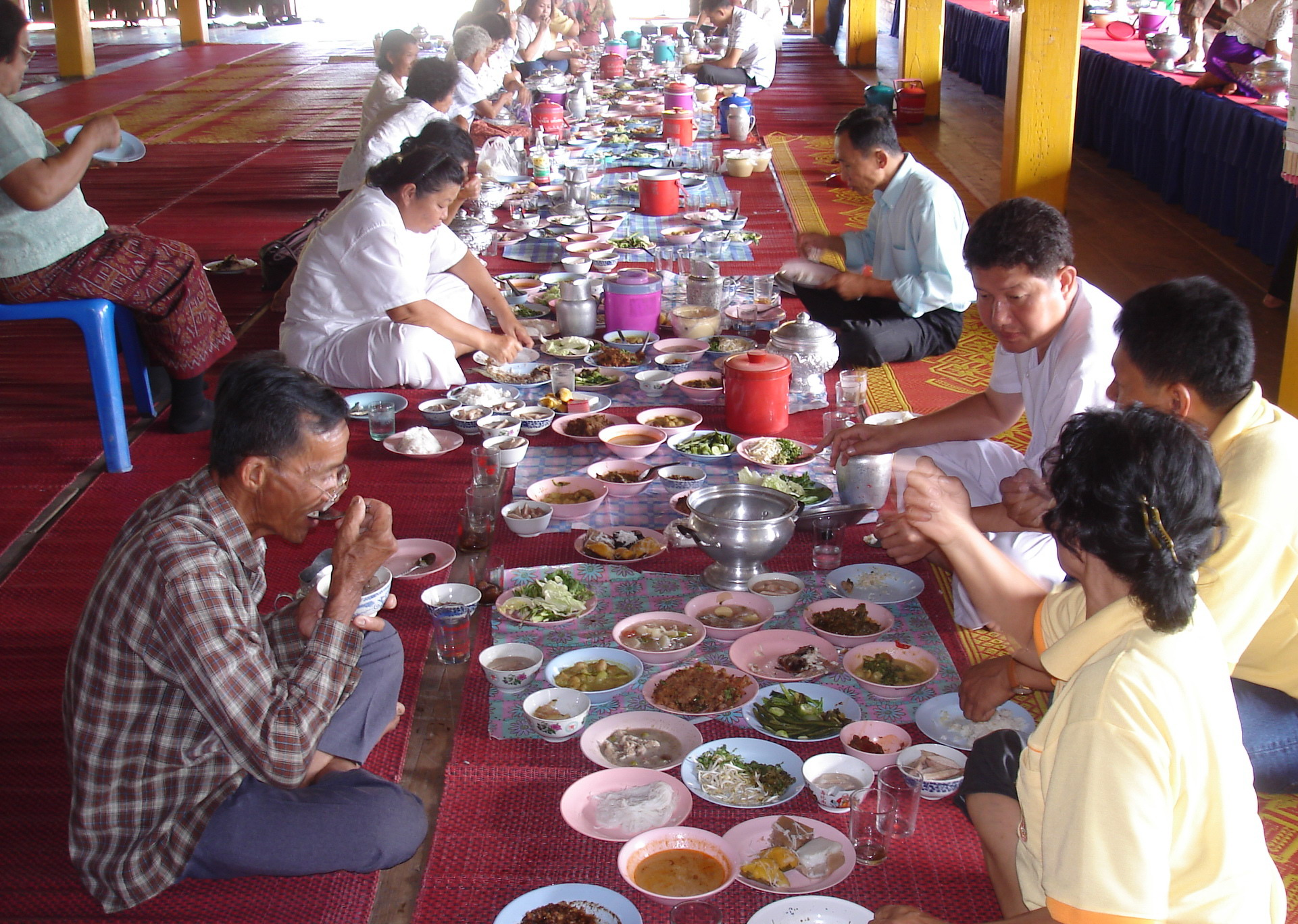
Pranzo thailandese in un tempio

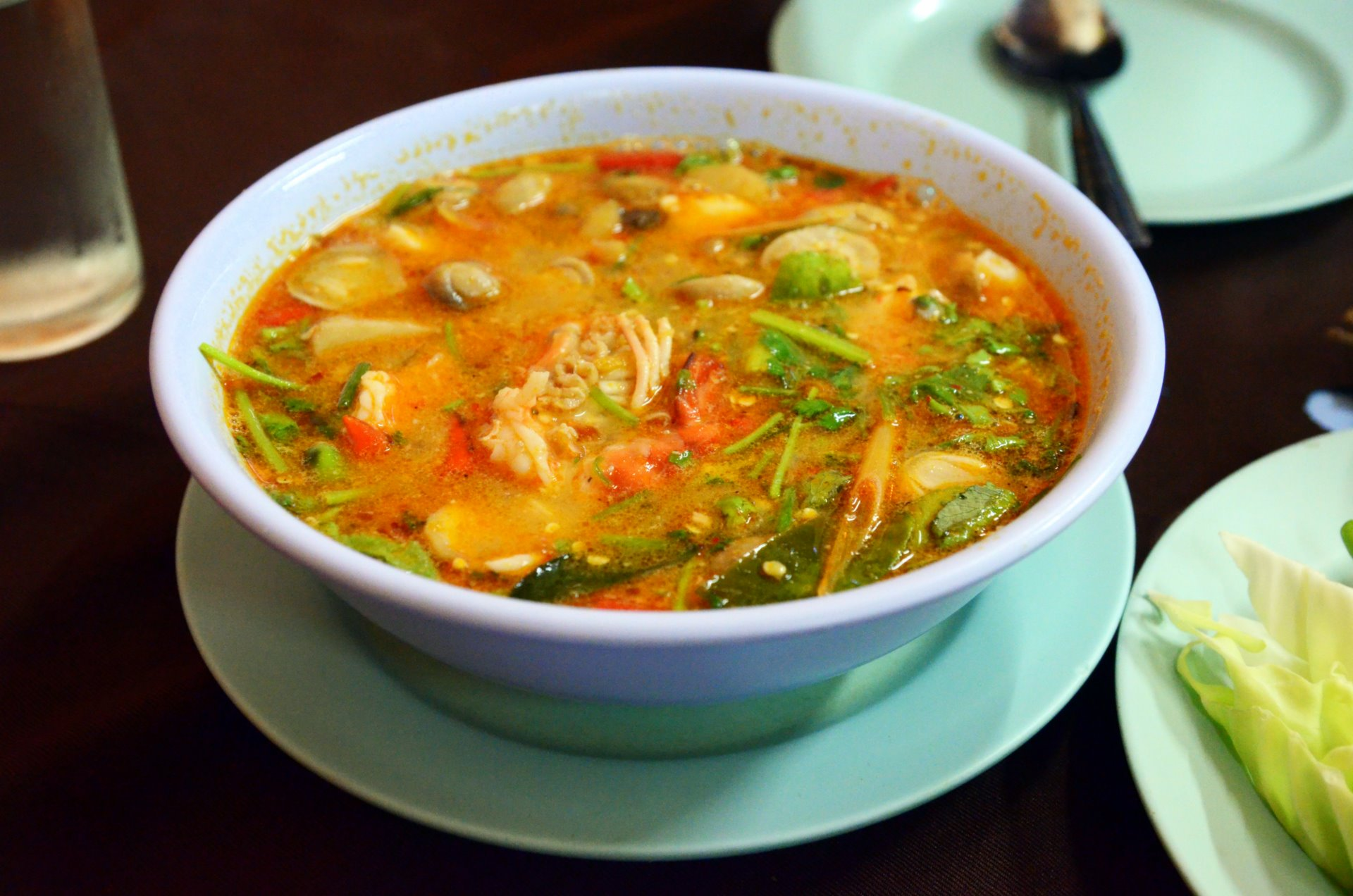
Prawn tom yam con latte di cocco

La cucina thailandese è la cucina nazionale della Thailandia. Mischiando i diversi elementi delle tradizioni del sud-est asiatico, la cucina thailandese dà enfasi a piatti leggeri con forti componenti aromatiche.
Come in molte altre cucine asiatiche il dettaglio e la varietà sono di grande significato per gli chef thailandesi. Il cibo è conosciuto per il bilanciamento dei quattro sapori fondamentali per ogni piatto o per il pasto in generale: aspro, dolce, salato e amaro. I pasti sono basati sul riso, che ha storicamente un ruolo centrale nella cultura del paese. Il termine pasteggiare in lingua thai è kin khao, che letteralmente significa "mangiare riso".
Tra gli ingredienti principali della cucina thailandese c'è il pesce, che al pari del riso rappresenta il pilastro della gastronomia locale. I sapori della cucina thai derivano anche dalle spezie che vengono utilizzate, tra le più caratteristiche vi sono il basilico sacro, il basilico thai e il peperoncino thai. Altri ingredienti vegetali importanti sono aglio, scalogno, citronella, pandan e taro.

## Cucine regionali e influenze regionali
La cucina thailandese è descritta più accuratamente come l'insieme di 4 cucine regionali che corrispondono alle 4 regioni del paese: Thailandia settentrionale, Thailandia nordorientale (Isan), Thailandia centrale, e Thailandia meridionale; ognuna di esse condivide pietanze similari o derivate dai paesi e regioni limitrofe: la cucina birmana a nord-ovest, la cucina dello Yunnan e del Laos a nord, la cucina vietnamita e la cucina cambogiana a est e la cucina malese a sud.
La cucina reale thailandese trae origine dalla cucina di palazzo cosmopolita del regno di Ayutthaya (1351-1767) e ha influenzato le ricette e la scelta degli ingredienti della cucina della Thailandia centrale.
Le influenze occidentali a partire dal XVII secolo hanno contribuito a creare piatti come il foi thong e la sangkhaya.

## Frutta
La frutta thailandese è caratteristica dei climi tropicali. Tra la più nota in Occidente vi sono banane, ananas, manghi e cocchi ma si possono trovare diversi tipi di frutta meno conosciuta.
Ecco un breve elenco della frutta thailandese che è più facile da trovare nelle bancarelle e nei mercati locali.
Pitaya
Generalmente la buccia di questo frutto, chiamato anche Dragon Fruit dall'inglese, è rossa o gialla.
La polpa all'interno del frutto, di color bianco con numerosi e piccoli semi neri commestibili, è di consistenza morbida ed ha un gusto dolce, delicato e profumato.
È un frutto ricco di sali minerali, ma di contenuto calorico molto basso: 100 g corrispondono solo a 36 calorie.
Noce di cocco
Il cocco in Thailandia (chiamato มะพร้าว, RTGS: mahphrao) quando è fresco ha parte della polpa particolarmente morbida e l'acqua di cocco naturale viene utilizzata per ottenere il “latte di cocco”.
Le proprietà benefiche del cocco sono elevate, con il liquido all'interno ricco di vitamine e sali per reidratarsi dopo l'abbondante sudorazione causata dal caldo tropicale.
Viene molto utilizzato per la preparazione di dolci e piatti salati. Il liquido di cocco da utilizzare nei curry e in altre pietanze si ottiene grattando la parte dura della polpa e lasciandola macerare in acqua per alcuni minuti. Si strizza il tutto e si usa la parte liquida per il curry, mentre la parte grattata che resta può essere usata per fare dolci.
Durian
Il durian è considerato da molti thailandesi il "re della frutta" per il suo caratteristico sapore estremamente dolce, ma per il suo odore forte e penetrante viene detestato da molti, specialmente dagli stranieri. A causa di tale pungente odore, è proibito introdurlo in molti locali pubblici e in tutti i mezzi pubblici malesi e thai. È diffuso principalmente nel sud e nell'est del paese, nonché nella vicina Malesia. Ha una buccia dura molto spessa e ricoperta di escrescenze appuntite. Le diverse parti commestibili all'interno sono separate fra loro da una polpa bianca che non si mangia. La polpa è morbida e cremosa, di colore giallo paglierino con grossi semi.
È un alimento particolarmente ricco di vitamine, proteine, fibre e antiossidanti che tendono ad equilibrare i liquidi nell'organismo, è benefico per il sistema cardiovascolare ed aumenta la libido sia degli uomini che delle donne. Viene di solito consumato al naturale, ma vi sono sul mercato anche polpa di durian disidratata, altra polpa confezionata fritta, caramelle al durian, semi di durian tostati ecc. Anche in Thailandia viene chiamato durian.
Guava
Ha la forma variabile (sferica, ellittica, piriforme), buccia di colore giallo o verde-giallo, liscia o rugosa, con polpa bianca o bianco-gialla o rosa o rossa, dolce, agrodolce o acido, con numerosi semi, piccoli e bianchi. Il peso varia tra 130 e 800 g circa, con un peso medio di 390 g/frutto. Ricco di vitamina C, viene consumato dai Thai in molti modi, ma il più comune è mangiarlo crudo assieme al peperoncino. Viene anche consumato a fette sottili zuccherate, con i piccoli semi che si incastrano tra i denti. Il nome con cui è chiamato in Thailandia questo frutto (ฝรั่ง, RTGS: farang) è lo stesso utilizzato volgarmente per definire le persone di razza caucasica.
Jackfruit
Ricorda il durian, anche se è più imponente: può superare i 40 cm di diametro e i 30 kg di peso. Di colore verde scuro, la spessa corteccia è ricca di punte arrotondate e i frutti sono di sapore dolciastro. Vengono consumati freschi, ma anche fatti seccare. Il suo nome in Thailandia è ขนุน, RTGS: khanun.
Mangostano
Ha l'aspetto ed il colore di una piccola melanzana tonda con una buccia molto spessa. Si apre facendo un'incisione non troppo profonda col coltello lungo la circonferenza aprendolo in due. Si tratta di un arillo (polpa staccata dalla buccia ma aderente al seme) simile ad una grossa testa d'aglio sia nella forma che nel colore. I semi non sono grandi e talvolta anche molto teneri da lasciarsi mangiare. È uno dei frutti thai più caratteristici, viene prodotto nel Paese in abbondanza e, a differenza di molti frutti importati dalla Cina in Thailandia, difficilmente si trova in versione OGM. I thai lo considerano un frutto rinfrescante e spesso lo consumano insieme al durian, del quale smorza il consistente apporto calorico. Il nome locale è มังคุด, RTGS: mangkhut.
Litchi
Il Litchi è tra i frutti maggiormente esportati dalla Thailandia, che è tra i principali esportatori al mondo di questo frutto.
Si coltiva soprattutto nel nord-ovest del Paese, cresce a grappoli ed ha una buccia legnosa ruvida di colore rossiccio. Il frutto all'interno assomiglia ad un grosso acino d'uva senza pelle con un seme abbastanza grosso. Il nome locale è ลิ้นจี่, RTGS: linchi.
Longan
Si presenta a grappoli sotto forma di acini sferici delle dimensioni di una ciliegia, hanno una buccia marrone legnosa che si apre molto facilmente con le dita e per questo molto semplici da mangiare senza sporcarsi troppo. Anche questo frutto sembra un grosso acino d'uva con un grosso seme. Il nome thai è ลำไย, RTGS: lamyai.
Papaya
Molto facile da coltivare, la papaya è tra la frutta thailandese più popolare. Viene infatti utilizzata ancora acerba per l'insalata di papaya, chiamata in Thailandia som tam, una delle pietanze più apprezzate nel nord-est, ma in generale in tutto il Paese e anche in Laos. Il frutto è colpito a livello globale dal virus papaya ringspot e la Thailandia è all'avanguardia nella sperimentazione di papaya OGM. Il nome locale è มะละกอ, RTGS: malako.
Mango
Molto conosciuto anche in Occidente, il frutto si presenta in diverse varietà e viene consumato in diversi modi. Uno dei più popolari è consumarlo maturo insieme al riso glutinoso cotto nel latte di cocco e dolcificato. Il mango maturo è molto dolce e gustoso, ma viene consumato anche acerbo a pezzi intinto nel peperoncino oppure in strisce per insalate. Il nome locale è มะม่วง, RTGS: mahmuang.
Pomelo
Il pomelo è un enorme agrume che cela sotto una spessa scorza degli spicchi giganti simili a quelli del pompelmo. La differenza è il sapore che, in questo frutto tropicale, è dolce e dissetante. Il nome thai è ส้มโอ, RTGS: som ou.
Rambutan
Di gusto e dimensioni simili al litchi, ha una buccia rossa coperta da escrescenze filiformi. Rambut è il termine malese per capello, riferito a tali escrescenze che dunque danno il nome al frutto. La polpa è traslucida e dolce, con un duro nocciolo centrale. Il nome locale è เงาะ, RTGS: ngoh.
Mela cannella
Ha l'aspetto di una pigna verde ancora chiusa. Si apre facilmente quando è ben maturo facendo una leggera pressione con i polpastrelli sulla scorza. All'interno, la polpa dolce e cremosa circonda i molteplici semi dalle dimensioni di una ciliegia. Chiamato in inglese Sugar Apple, il frutto in Thailandia ha il nome noi na.
Banane
Le banane sono presenti ormai in tutto il mondo, e in Thailandia si trovano ovunque in una vasta gamma di varietà. Vengono usate anche per la preparazione di diversi dolci, fra cui spicca la banana fritta in pastella.
Ananas
Questo frutto è particolarmente saporito in Thailandia. Ne esiste una varietà piccola molto dolce e gustosa. Il nome thai è saparot.

## Dolci
La cucina thailandese ha una grande tradizione in fatto di dolci. Di seguito una lista di alcuni tra i più popolari nel paese.
- Lod chong: palline di riso gelatinose immerse in latte di cocco e sciroppo di zucchero di palma.
- Khao niao sangkhaya: crema di cocco (sangkhaya) su riso glutinoso (khao niao).
- Khao niao mamuang: mango (mamuang) su riso glutinoso e crema di cocco.
- Khao tom mat (in thailandese ข้าวต้มมัด, [kʰâ(ː)w tôm mát]): dessert a base di riso glutinoso e foglie di banano.
- Sangkhaya fak thong: crema di cocco con zucca (fak thong).
- Roti sai mai: versione thai del roti, viene fritto e consumato arrotolato con un ripieno dolce.
- Pathongko, pane fritto che di solito si consuma a colazione.
- Khao lam, miscela di vari ingredienti a base di riso appiccicoso arrostita all'interno di segmenti di bambù.

## Piatti rappresentativi

### Colazione

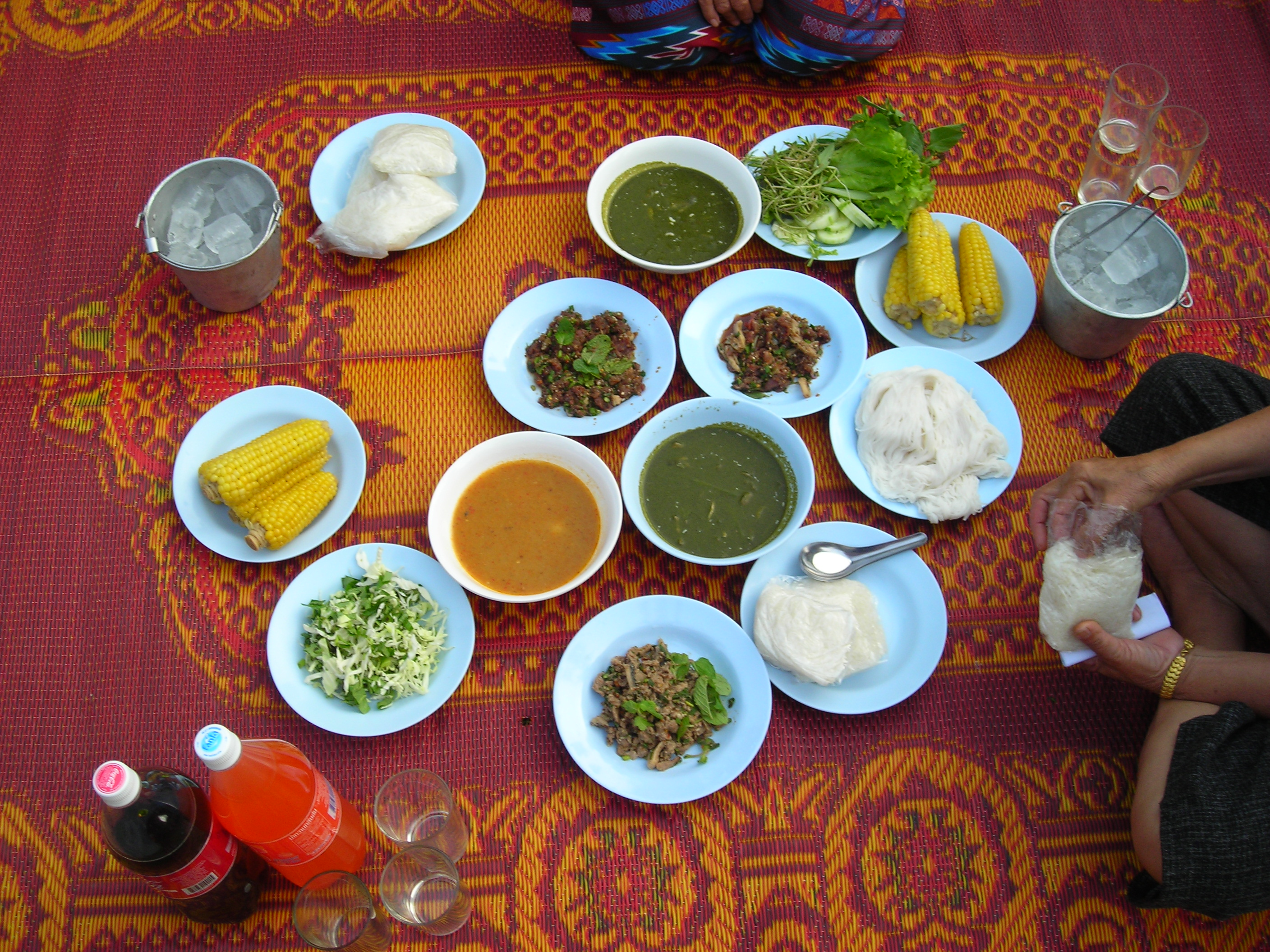
Una tipica colazione di una famiglia dell'Isan

La colazione o khao chao (in thailandese ข้าวเช้า, letteralmente "riso/piatto del mattino") è limitata per i thailandesi. Spesso, i piatti della colazione sono gli stessi a base di riso che si mangiano a pranzo o a cena. Piatti unici come riso fritto, zuppe di noodle, riso al vapore accompagnati da qualcosa di semplice come una frittata, maiale e pollo fritti alla griglia o verdure saltate, sono venduti da asporto alle bancarelle dello street food.
- Jok (in thailandese โจ๊ก, /t͡ɕoːk/) – denso porridge di riso consumato di solito a colazione e spesso anche a cena. È la varietà thailandese del riso congee diffuso in altre regioni dell'Asia.[11][12]
  - Khao tom (in thailandese ข้าวต้ม, [kʰâ(ː)w tôm]) – versione della jok meno densa, può essere cucinata come zuppa con verdure, carne o pesce, o solo come riso bollito in brodo che accompagna le pietanze al posto del riso bollito asciutto.[11][12]
- Khao khai jiao – un'omelette (khai jiao) accompagnata da riso bianco (khao), spesso consumata con salsa piccante e fette di cetriolo.
- Pathongko (in thailandese ปาท่องโก๋, /paːtʰɔ̂ŋkǒː/ – la versione thailandese del pane fritto cinese chiamato youtiao. Può essere accompagnato da cioccolato o latte condensato.[13]
- Nam taohu (in thailandese น้ำเต้าหู้, /naːm taːʼhuː/ – latte di soia caldo, spesso servito con delle gelatine dolci.

### Piatti unici

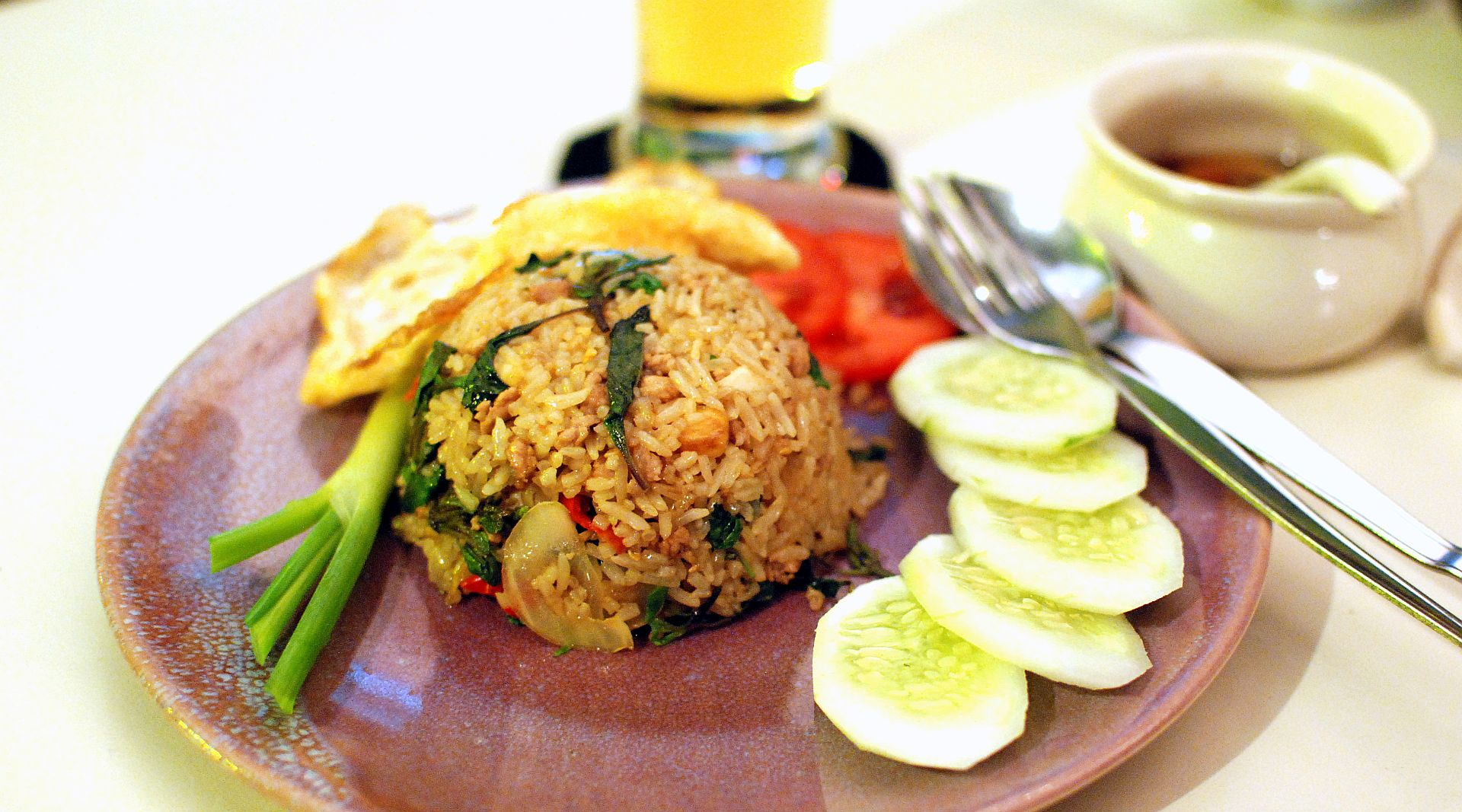
Una porzione di Khao pad mu

Noti come ahan chan diao (in thailandese อาหารจานเดียว, letteralmente "piatto unico"), i piatti unici thailandesi consistono in una base di riso bianco accompagnata da carni o verdure.
- Hoi tod – omelette di cozze, talvolta fatta con ostriche.[14]
- Hoi lai pad nam phrik phao – vongole fritte al salto con salsa di peperoncino servite con riso al vapore.[15]
- Khanom chin – pasta di riso thailandese servita con diverse varianti.
  - Khanom chin kaeng kiao wan kai – il più diffuso dei khanom chin, serviti in una ciotola con salsa al curry verde piccante. Diverse verdure crude, erbe e salsa di pesce sono aggiunte a lato del piatto.
  - Khanom chin nam ngiao – specialità del nord della Thailandia, khanom chin fermentati serviti con tofu di sangue di maiale e verdure crude, accompagnati da una salsa a base di brodo di maiale e pomodoro, peperoncini secchi fritti tritati, sangue di pollo, semi di soia fermentati a secco e fiori di kapok rossi essiccati.[16]
  - Khanom chin namya – khanom chin rotondi bolliti e conditi con una salsa a base di pesce, mangiati con foglie fresche e verdure.
- Khao kha mu – riso al vapore servito con stinco di maiale fatto rosolare nell'olio e quindi fatto bollire a lungo in brodo di spezie, vegetali ecc. Servito con listarelle di cavolo cinese bollito e, a richiesta, uovo sodo. A parte scodelline con peperoncino rosso sottaceto, brodo, peperoncino verde e aglio crudi.[17]
- Khao khluk kapi – riso saltato in padella con pasta di gamberi, servito con maiale zuccherato e verdure.
- Khao man kai – riso cotto a vapore in brodo di pollo con aglio, pollo bollito, brodo di pollo e salsa piccante. Solitamente servito con una ciotola di brodo di pollo.
- Khao pad – uno dei piatti a base di riso più comuni in Thailandia. Riso fritto servito con ingredienti a piacere, tra cui pollo, manzo, gamberetti, maiale, granchi, cocco o ananas, vegetariano (in thailandese เจ, che)
  - Khao pad American – sebbene sia stato ideato in Thailandia, viene chiamato riso fritto "all'americana" poiché il riso è fritto nel ketchup. Può contenere uvetta e viene servito con uova fritte, hot dog e pancetta, tutti ingredienti visti all'epoca come tipicamente statunitensi.
  - Khao pad kai – riso fritto con pollo.
  - Khao pad mu – riso fritto con maiale.
  - Khao pad pu – riso fritto con carne di granchio.
  - Khao pad kung – riso fritto con gamberi.
  - Khao pad naem – riso fritto con salsicce fermentate (naem, una salsiccia tipica del nordest del Paese, simile al nem chua vietnamita).
- Khao soi – zuppa con noodle arricchita con latte di cocco, pasta di curry, pasta all'uovo fresca tagliata e quindi fritta e croccante, servita con cavolo sottaceto, lime, pasta di peperoncino e scalogno crudo sul lato. Probabilmente il piatto più iconico di Chiang Mai, era originariamente un piatto dei chin ho, commercianti cinesi-musulmani della provincia dello Yunnan in Cina.[18]

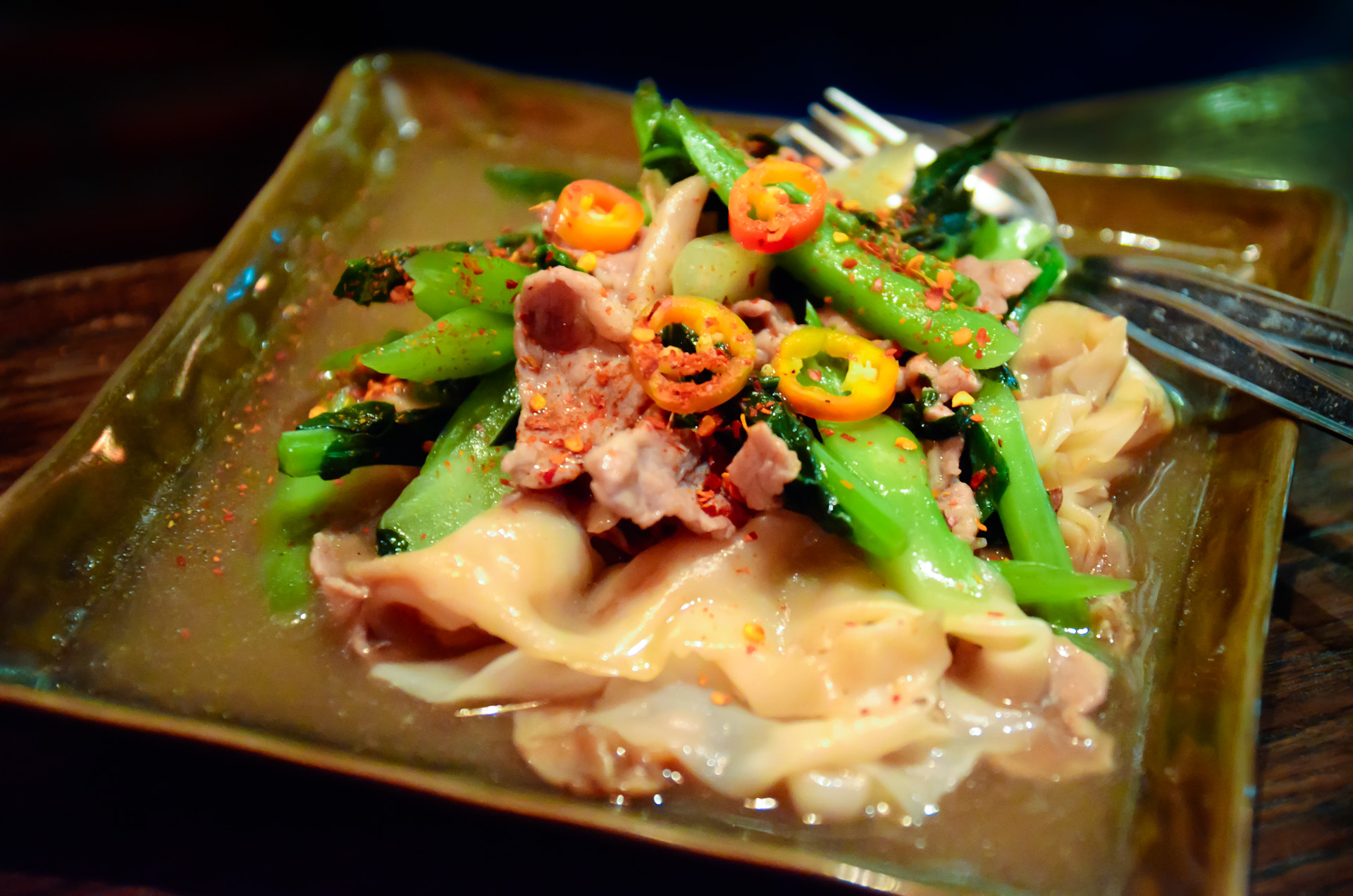
Un piatto di Kuai tiao rat na con carne, verdure e piccante

- Kuaitiao nam e bami nam – zuppa con noodle che può essere consumata in qualsiasi momento della giornata; servita con molte combinazioni di cibi proteici, verdure e condimenti piccanti. La parola kuaitiao, sebbene originariamente designasse solo sen yai (spaghetti di riso larghi), è ora usata colloquialmente per identificare gli spaghetti di riso in generale: sen mi (vermicelli di riso), sen lek (spaghetti di riso stretti) e il già citato sen yai. I noodles all'uovo sono chiamati bami. In tavola vengono solitamente forniti quattro condimenti: zucchero, salsa di pesce, fiocchi di peperoncino e peperoncini affettati in aceto.
  - Kuaitiao luk chin pla – zuppa con noodles con polpette di pesce.
  - Bami mu daeng –, letteralmente spaghettini all'uovo con maiale rosso, brasato e condito secondo il metodo char siu originario della cucina cantonese e tagliato a fettine.
  - Kuaitiao rat na – pasta di riso con un formato tipo pappardelle (sen yai) ricoperta di salsa, con carne di manzo, maiale, pollo, gamberetti o frutti di mare.
- Mi krop – noodles di riso (sen mi) fritti con salsa agrodolce.
- Pad ki mao – noodles saltati in padella con peperoncini e basilico sacro.
- Pad see-ew – noodles di riso (spesso kuai tiao) fritti al salto con si-io dam (salsa di soia scura, densa e dolce) e nam pla (salsa di pesce), accompagnati da maiale o pollo.
- Pad thai – spaghetti di riso saltati in padella con salsa di pesce, zucchero, succo di lime o polpa di tamarindo, arachidi tritate e uova, accompagnati con pollo, frutti di mare o tofu. È stato posizionato al quinto posto dei 50 cibi più deliziosi al mondo dai lettori di CNNgo nel 2011.
- Phad kaphrao – frittura al salto con aggiunta finale di basilico sacro. Può essere fatta con carne tritata o a pezzi di maiale (phad kaphrao mu) o di pollo (phad kaphrao kai) fritta con aglio, peperoncino thai, salsa di soia scura, olio, salsa di soia leggera, salsa di ostriche, pepe, sale, zucchero di canna e acqua. Viene servita insieme a riso (rat khao) e, su richiesta, uovo all'occhio di bue (khai dao). In tavola viene portata la salsa salata e piccante nam pla phrik, da aggiungere a piacere.[19][20]

### Piatti condivisi della Thailandia centrale
Ho mok pla, pâté al curry di pesce
- Chuchi pla kaphong
- Ho mok pla
- Kai phat khing
- Curry
  - Kaeng khiao wan, curry verde
  - Kaeng phanaeng, curry Phanaeng
  - Kaeng phet, curry rosso
  - Kaeng massaman, curry massaman
  - Khaeng kari, curry giallo
  - Kaeng som, curry aspro
- Kai phat met mamuang himmaphan
- Miang kham
- Phak bung fai daeng
- Phat khana mu krop
- Phat phak ruam
- Phat phrik
- Pla nueng manao
- Pla sam rot
- Pu cha
- Suki
- Thot man
- Tom chuet wun sen o Kaeng chuet wunsen
- Tom kha kai
- Tom yam
- Yam
- Yam pla duk fu